# 莫淑华
莫淑华（1954年5月15日—），柬埔寨政治家、维权人士。在2017年11月16日的法庭裁决后，她成为被禁止从政5年的118名在野党高级成员之一。

## 早年
莫淑华1954年5月15日出生于金边，父母皆为柬埔寨华人。在法语中学完成早期教育后于1972年前往巴黎求学。一年后，她搬到美国旧金山和她的哥哥一起生活。1975年，红色高棉政权上台后，她的父母就失踪了。此后，莫淑华度过了18年的流亡生涯。在美国期间，她获得了旧金山州立大学的心理学学士学位和加利福尼亚大学伯克利分校的社会工作硕士学位，学成后，返回柬埔寨重建饱受战争摧残的家园。在1975年至1981年之间，她还担任过旧金山柬埔寨人社区的领袖。因受到当时的美国第一夫人希拉里·克林顿的影响，她于1995年以女权活动家的身份投身到政坛中。